# Ford GPA

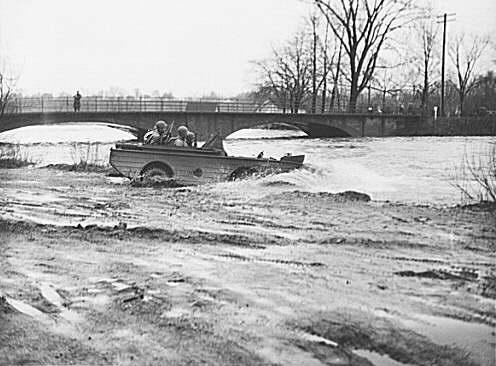
Ford GPA.

Ford GPA är en amfibiebil som Ford tillverkade under andra världskriget. Den kallades Seep eller Seagoing Jeep. Fordonet utvecklades av Ford tillsammans med båtkonstruktörerna Sparkman & Stephens.